# Харисов, Рамиль Хависович
Рамиль Хависович Харисов (18 мая 1977, Казань) — российский футболист, выступавший на позиции нападающего и полузащитника. Сыграл два матча в премьер-лиге России.

## Биография
Воспитанник казанского СК имени Урицкого. На взрослом уровне начал выступать в 18-летнем возрасте в дубле челнинского «КАМАЗа». В 1996 году вернулся в Казань и в течение трёх сезонов выступал за «Рубин», в его составе в 1997 году стал победителем зонального турнира второго дивизиона. В дальнейшем выступал за «Автомобилист» (Ногинск) и «Алнас».
В 2001 году перешёл в новороссийский «Черноморец». В премьер-лиге дебютировал 11 июля 2001 года в матче против московского «Спартака», выйдя на замену на 66-й минуте вместо Льва Майорова. Всего в составе моряков сыграл 2 матча в премьер-лиге и 16 — в первенстве дублёров, голов не забивал. В августе 2001 года вернулся в альметьевский «Алнас».
В конце своей профессиональной карьеры выступал во втором дивизионе за «Строитель» (Уфа), «Содовик», «Газовик» (Оренбург), «Динамо» (Киров). Завершил профессиональную карьеру в возрасте 28 лет. Впоследствии выступал на любительском уровне за команды Казани и мурманский «Север». Также играл в мини-футбол за казанские «Волгу» и «Рубин».
После окончания карьеры работает тренером в казанской СДЮСШОР-14.